# Gertrud Franck
Gertrud Franck (* 25. September 1905 in Untergröningen; † 18. April 1996 in Stuttgart) war eine deutsche Sachbuchautorin und Biogärtnerin. Sie entwickelte ab den 1940er-Jahren ein eigenes Mischkultursystem, die Reihenmischkultur mit integrierter Fruchtfolge, Gründüngungssaaten und Flächenkompostierung.

## Leben
Gertrud Franck arbeitete zunächst als Gemeindehelferin im kirchlich-sozialen Bereich. Durch ihre Heirat mit dem Landwirt Hannfried Franck im Jahr 1935 wurde sie Landfrau auf einem großen landwirtschaftlichen Saatzuchtbetrieb auf der Oberlimpurg bei Schwäbisch Hall. Auf einer zuvor als Schweineweide genutzten Fläche des Hofes legte sie einen etwa 1 Hektar großen Gemüse- und Obstgarten an. Diesen bewirtschaftete sie zusammen mit Angestellten des Betriebes und weiblichen Lehrlingen in der Hauswirtschaft.

## Schaffen
Das große Gelände bot Platz für Mischkulturversuche mit Wiederholungen, so wie es im landwirtschaftlichen Versuchswesen der damaligen Zeit praktiziert wurde. (Aus heutiger Sicht würde man ihre Vorgehensweise als protowissenschaftlich bezeichnen.) Gertrud Francks Anliegen war es zunächst, mit der von ihr entwickelten Reihenmischkultur den Frauen auf dem Land ein praktikables Gartenbausystem an die Hand zu geben, mit dem sie Kräfte schonend gesundes Gemüse und Obst zur Eigenversorgung anbauen konnten. Zu dieser Zeit ging es noch nicht darum, im heute verstandenen Sinn biologisch zu wirtschaften. 
Wolfgang von Haller von der Gesellschaft Boden und Gesundheit erkannte als Erster die wegweisende Bedeutung Gertrud Francks für die Gesundheits- und entstehende Bioanbauszene. Er veröffentlichte in seinem Nachrichtenblatt Boden und Gesundheit von 1957 bis 1965 eine Artikelfolge von Gertrud Franck über Mischkultur und fasste die Artikel in einer Broschüre Gesundheit durch Mischkultur zusammen. Diese bebilderte Broschüre mit einem gezeichneten Anbauplan wurde in neun Auflagen mit einer Gesamtauflage von 55.000 Exemplaren gedruckt. 
Der entscheidende Durchbruch kam mit dem Erscheinen des gebundenen Buches Gesunder Garten durch Mischkultur im Jahr 1980. Dieses Werk erreichte acht Auflagen. Zum Erfolg von Gertrud Francks Veröffentlichungen trugen die Fotos ihres Mannes Hannfried Franck bei, der von Anfang an die Versuche im Mischkulturgarten dokumentiert hatte. Der Münchner oekom Verlag brachte 2019 eine ergänzte Neubearbeitung dieses Werkes, basierend auf der 8. Auflage von 1991, heraus.
Gertrud Franck betrieb ihre praktische und ihre publizistische Arbeit mit großer Gründlichkeit und Ausdauer jahrzehntelang bis etwa Mitte der 1980er-Jahre. Parallel dazu hielt sie im ganzen Bundesgebiet (West) und im Ausland Vorträge und begeisterte ihr Publikum mit ihrem fundierten fachlichen Wissen und ihrer Authentizität. 

## Werke
- Gesundheit durch Mischkultur. Boden und Gesundheit, Langenburg, 1. Auflage 1965.
- Gesunder Garten durch Mischkultur. Gemüse, Kräuter, Obst und Blumen. Südwest Verlag, München, 1. Auflage 1980. ISBN 3-517-00720-X.
- Blühender Wildgarten. Ertragreicher Nutzgarten. Südwest Verlag, München 1985. ISBN 3-517-00859-1.
- Gesunder Garten durch Mischkultur. Gemüse, Blumen, Kräuter, Obst.  Neuausgabe: oekom Verlag, München 2019, ISBN 978-3-96238-101-1.